# Hamad bin Ibrahim Al Mu'alla
Hamad bin Ibrahim Al Mu'alla (in arabo حمد بن إبراهيم المعلا‎?; ... – 9 febbraio 1929), è stato emiro di Umm al-Qaywayn dal 1923 al 1929.

## Ascesa al trono
Nell'ottobre del 1923, uno schiavo della famiglia di Hamad uccise l'allora sovrano di Umm al-Qaywayn e cugino di Hamad, lo sceicco Abd Allah II bin Rashid. Subito dopo il funerale, Hamad sorpassò il fratello minore di Abd Allah, Ahmad, e occupò la casa del governo.
Hamad riuscì a bilanciare la situazione che seguì e fece pace con Ahmad bin Rashid e con le famiglie di Umm al-Quwain. Quando nel marzo del 1924 il residente britannico visitò la città, Hamad fu chiaramente accettato come sovrano dall'emirato.
Dopo aver dato rifugio al deposto sovrano di Sharja, lo sceicco Khalid II bin Ahmad al-Qasimi, Hamad riuscì a evitare un conflitto con il nuovo sovrano di Sharja, lo sceicco Sultan II bin Saqr al-Qasimi, quando Khalid II raggiunse un accordo con Sultan II e gli cedette l'entroterra città di Dhaid. Incapace di impossessarsi della città perché i beduini armati fedeli a Sultan II erano ancora lì - e Hamad bin Ibrahim non era disposto al fatto che le proprie forze fossero trascinate in un conflitto con i beduini degli interni -, Khalid II riuscì a mediare un'associazione tra gli sceicchi del Bani Qitab e le tribù beduine di Khawatir insieme al sovrano di Ras al-Khaima, che avrebbe dovuto prendere e tenere Dhaid in suo nome. Per il sollievo di Hamad bin Ibrahim e del suo vicino settentrionale, il piano (che avrebbe potenzialmente alienato Sultan II) non era necessario: Khalid II si impossessò pacificamente di Dhaid nel luglio del 1928.

## Morte
Hamad il 9 febbraio 1929 fu colpito e ucciso da uno schiavo chiamato Sa'id appartenente alla famiglia dello zio cieco di Hamad, Abdelrahman bin Ahmed Al Mualla. Gli succedette Ahmad bin Rashid in seguito a un colorito episodio. La popolazione della città insorse contro Abdelrahman e Sa'id, che si erano barricati nel forte. Abbandonando il loro piano iniziale di sparare sul forte con un cannone, il popolo della città scelse invece di dare fuoco alle mura dell'edificio e in questa conflagrazione rimasero uccisi sia Abrelrahman che Sa'id. Gli inglesi consideravano l'intera faccenda estremamente sospettosa e sospettavano il coinvolgimento di Sultan II, ma nonostante questo confermarono che il giovane Ahmad era comunque il legittimo sovrano.